# عثمان بن خرزاذ الأنطاكي
عثمان بن عبد الله بن محمد بن خرزاذ . أبو عمرو الأنطاكي البصري من أئمة ورواة الحديث وهو ثقة مأمون، نزيل أنطاكية وعالمها، ولد قبل المائتين، وجمع وصنف، قال ابن أبي حاتم: كان رفيق أبي في كتابة الحديث، في بعض الجزيرة والشام، وهو صدوق، أدركته ولم أسمع منه، مات بأنطاكية في ذي الحجة سنة إحدى وثمانين ومائتين، وقيل: في المحرم سنة اثنتين وثمانين ومائتين.

## أقواله
كان يقول: يحتاج صاحب الحديث إلى خمس، فإن عدمت واحدة فهي نقص: يحتاج إلى عقل جيد، ودين، وضبط لما يقول، وحذاقة بالصناعة، مع أمانة تعرف منه.

## روايته للحديث النبوي
- سمع من : عفان بن مسلم وقرة بن حبيب وعمرو بن مرزوق وعمرو بن خالد الحراني وفروة بن أبي المغراء وأبي الوليد الطيالسي وسعيد بن منصور وعبد السلام بن مطهر وموسى بن إسماعيل ويحيى بن بكير ويحيى الحماني. وإبراهيم بن الحجاج السامي وإبراهيم بن محمد بن عرعرة وأحمد بن جناب وأحمد بن يونس وأمية بن بسطام وبكار بن محمد السيريني والحكم بن موسى وسعيد بن كثير بن عفير وسهل بن بكار وشيبان بن فروخ وسليمان بن بنت شرحبيل وأبي معمر المقعد وعبيد الله ابن عائشة وعمرو بن عون الواسطي ومحمد بن سنان العوقي ومسدد وعدة.
- حدث عنه : النسائي وأبو حاتم الرازي -مع تقدمه- وأبو عوانة في «صحيحه» ومحمد بن المنذر شكر وحاجب بن أركين وأحمد بن عمرو بن جابر الرملي وأبو الحسن بن جوصا وخيثمة الأطرابلسي وعلي بن الحسن بن العبد البصري صاحب أبي داود وأبو بكر محمد بن أحمد بن محمويه الأهوازي ومحمد بن إسماعيل الفارسي ومحمد بن علي بن حمزة الأنطاكي وهشام بن محمد بن جعفر الكندي، وإبراهيم بن عبد الرزاق الأنطاكي وأبو القاسم الطبراني بالإجازة وخلق كثير.[2]

## أقوال العلماء فيه
الجرح والتعديل
- أبو بكر بن محمويه الأهوازي: أحفظ من رأيت.
- أبو عبد الله الحاكم النيسابوري: ثقة مأمون.
- أحمد بن شعيب النسائي: حافظ.
- ابن أبي حاتم الرازي: صدوق.
- ابن حجر العسقلاني: ثقة.
- الذهبي: الحافظ المحدث، هو أحفظ من رأيت.
- عبد الرحمن بن محمد بن منده الأصبهاني: كان أحد الحفاظ.
- مسلمة بن القاسم الأندلسي: ثقة حافظ.